# George Ault
George Ault (Cleveland, Ohio, 1891 -  Woodstock, Nueva York, 1948) fue un pintor estadounidense.
Nació en Cleveland, Ohio, en el seno de una familia acomodada y pasó su juventud en Londres donde estudió en las escuela de Arte de Slade y St John's Wood; regresó a los Estados Unidos en 1911, y pasó el resto de su vida en Nueva York y Nueva Jersey. Su vida personal fue muy problemática, se convirtió en alcohólico durante la década de 1920 después de la muerte de su madre en una institución mental. Cada uno de sus tres hermanos se suicidó, dos después de la pérdida de la fortuna familiar en 1929 en el mercado de valores. En 1937, se trasladó a Woodstock, Nueva York y trató de olvidar las dificultades de su pasado. Viviendo en una cabaña alquilada sin luz eléctrica ni agua corriente y dependiendo de los ingresos de su esposa, creó algunas de sus mejores obras durante esta época pero tuvo dificultades para venderlas. En 1948, se suicidó al parecer por ahogamiento. Su cuerpo fue encontrado cinco días después de salir a dar un paseo solitario por la ribera de Sawkill Brook con tiempo oscuro y tormentoso. Durante su vida sus obras se exhibieron en el Whitney Museum of American Art, la galería Addison de Arte Americano de Andover (Massachusetts), entre otros.

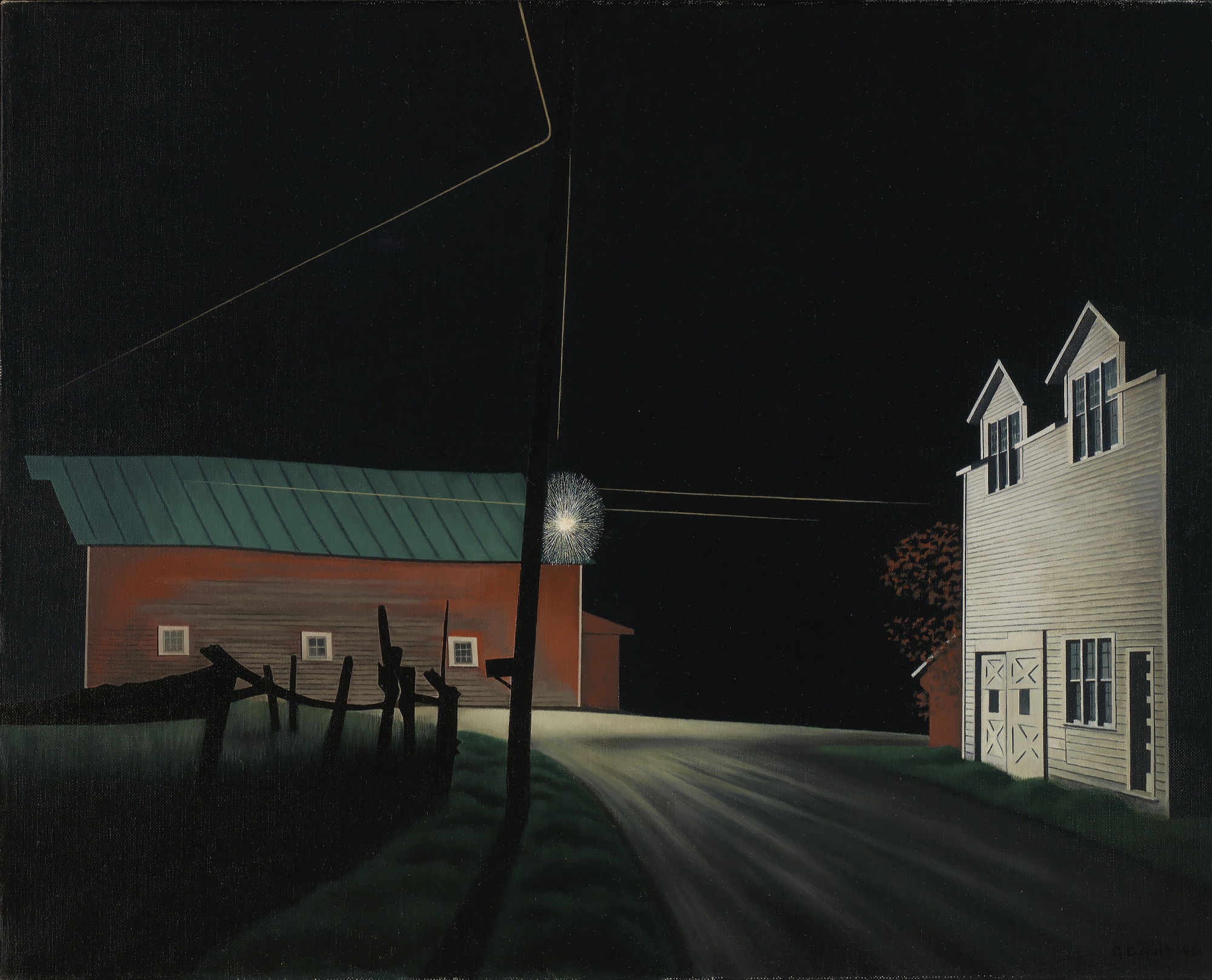
Luz brillante en Russell's Corners (1946).

Trabajó en óleo, acuarela y lápiz. Se le encuadra a menudo en el Precisionismo con pintores como Charles Sheeler y Ralston Crawford a causa de sus representaciones puras de arquitectura y paisajes urbanos. Sin embargo, los aspectos ideológicos del preciosionismo y el desvergonzado modernismo de sus influencias no son tan evidentes en su trabajo; por ejemplo, en una ocasión se refirió a los rascacielos como las "lápidas del capitalismo" y consideró a la ciudad industrial estadounidense "el infierno sin fuego".  Pintó lo que veía a su alrededor simplificando los detalles en planos y superficies lisas y retratando los patrones geométricos de las estructuras. Era un pintor analítico y al final realista, sobre todo cuando pintaba la luz y especialmente la luz nocturna. 
Algunas de sus obras son: Anne (1931), Interior del estudio (1938), Enero, Luna llena, Noche oscura, Noche de agosto, y Luz brillante en Russell's Corners (1946).